# Pinctada mazatlanica
Pinctada mazatlanica is een tweekleppigensoort uit de familie van de Pteriidae. De wetenschappelijke naam van de soort is voor het eerst geldig gepubliceerd in 1855 door Hanley.